# Утакмице фудбалске репрезентације Мађарске 1984.
| Домаћин | Гост |

Фудбалска репрезентација Мађарске је током 1984. године одиграла једанаест званичних утакмица од којих су само три биле такмичарске, а остало пријатељске. У квалификацијама за Светско првенство Мађарска је упала у групу са са Холандијом, Аустријом и Кипром. Вредност победе од 2 : 1 у Ротердаму откривена је касније, пошто је половина Холандског тима који је касније постао шампион Европе 1988. већ играла за Холандију, укључујући Гулита, ван Бастена и Рајкарда. На утакмици против Мексика у Будимпешти је била и опроштајна утакмица Андраша Теречика од репрезентације.
Савезни селектор националног тима у овом периоду је био:
- Ђерђ Мезеи

## Утакмице
| Шпанија | 0 : 1 (0 : 0) | Мађарска   |
| ------- | ------------- | ---------- |
|         | Извештај      | 69’ Гараба |

| Југославија                        | 2 : 1 (0 : 0) | Мађарска   |
| ---------------------------------- | ------------- | ---------- |
| Ђуровски 67’ · Радановић 81’ (пен) | Извештај      | 69’ Гараба |

| Турска | 0 : 6 (0 : 2) | Мађарска                                                      |
| ------ | ------------- | ------------------------------------------------------------- |
|        | Извештај      | 22’ 54’ Месарош · 38’ Кардош · 49’ 68’ Естерхази · 63’ Бодоњи |

| Мађарска | 0 : 0    | Норвешка |
| -------- | -------- | -------- |
|          | Извештај |          |

| Мађарска | 1 : 1 (0 : 1) | Шпанија       |
| -------- | ------------- | ------------- |
| Нађ 47’  | Извештај      | 22’ Х. Ринкон |

| Белгија          | 2 : 2 (1 : 1) | Мађарска                |
| ---------------- | ------------- | ----------------------- |
| Кулеманс 18’ 89’ | Извештај      | 43’ Хајсан · 59’ Њилаши |

| Мађарска                       | 3 : 0 (0 : 0) | Швајцарска |
| ------------------------------ | ------------- | ---------- |
| Естерхази 71’ 83’ · Бодоњи 87’ | Извештај      |            |

| Мађарска | 0 : 2 (0 : 1) | Мексико                       |
| -------- | ------------- | ----------------------------- |
|          | Извештај      | 30’ М. Негрете · 52’ Б. Томас |

| Мађарска                                | 3 : 1 (0 : 1) | Аустрија      |
| --------------------------------------- | ------------- | ------------- |
| А. Нађ 55’ · Естерхази 62’ · Кардош 78’ | Извештај      | 24’ В. Шахнер |

| Холандија | 1 : 2 (1 : 1) | Мађарска                   |
| --------- | ------------- | -------------------------- |
| Кифт 21’  | Извештај      | 24’ Детари · 55’ Естерхази |

| Кипар       | 1 : 2 (1 : 0) | Мађарска             |
| ----------- | ------------- | -------------------- |
| К. Фоти 28’ | Извештај      | 49’ Рот · 89’ Њилаши |

## Голгетери у 1984.
| - Имре Гараба - Јожеф Кардош - Мартон Естерхази - Антал Нађ - Тибор Њилаши - Лајош Детари - Антал Рот |

## Извори и спољашње везе
- Dénes Tamás-Rochy Zoltán. A 700. után. Rochy és Társa. ISBN 963-04-7169-8.
- Све утакмице репрезентације Мађарске
- Репрезентација Мађарске на фудбалској бази података
- Утакмице репрезентације Мађарске (1984)